# Ingenbohl
Ingenbohl je obec ve švýcarském kantonu Schwyz. Žije zde přibližně 8 900 obyvatel.

## Geografie

Ingenbohl, letecký pohled (1948)

Ingenbohl leží v nadmořské výšce 435 metrů u Lucernského jezera, obklopen horami Urmiberg, Fronalpstock a Mythen. 
Politickou obec Ingenbohl tvoří místní části Ingenbohl a Brunnen a osady Fallenbach, Unterschönenbuch, Wylen a Schränggigen. Vzhledem k církevní organizaci a k tomu, že až do poloviny 19. století charakter osídlení oblasti neurčovala vesnice Brunnen, ale především statky v okolí, zachoval se název obce Ingenbohl. Brunnen je však lidnatější a hospodářsky významnější částí obce: je sídlem všech úřadů, nachází se zde veřejné školy, železniční stanice a poštovní úřad.
Sousedními obcemi Ingenbohlu jsou (ve směru hodinových ručiček od západu) Gersau, Lauerz, Schwyz a Morschach.
Ingenbohlem protéká řeka Muota a říčka Leewasser, které se obě vlévají do Lucernského jezera v Brunnenu. Na druhém břehu jezera sousedí Ingenbohl se Seelisbergem (kanton Uri) a Emmettenem (kanton Nidwalden). V Lucernském jezeře se nachází trojmezí tří kantonů (Nidwalden, Schwyz a Uri).

## Historie
Církevně patřil Ingenbohl původně k velké farnosti svatého Martina ve Schwyzu. První zmínka o kapli pochází z roku 1387, nová kaple byla postavena v roce 1481. Od roku 1483 je doložen vlastní kněz, v roce 1618 byla zřízena samostatná farnost, i když desátky zpočátku zůstaly faráři ve Schwyzu. Současný kostel byl postaven v roce 1661, v roce 1788 rozšířen, v letech 1926–1927 opět rozšířen a v letech 1976–1978 restaurován. Patrony kostela jsou od roku 1387 svatý Leonhard a svatý Pantaleon, v roce 1696 přibyl svatý Justus. Patronátní právo nad farností měl Schwyz.

## Obyvatelstvo
| Rok            | 1850 | 1900 | 1950 | 1980 | 2000 | 2005 |
| Počet obyvatel | 1548 | 3070 | 4442 | 6232 | 7482 | 7863 |

Farní kostel

Většina obyvatel (k roku 2000) hovoří německy (88,9 %), druhou nejčastější řečí je srbochorvatština (3,5 %) a třetí italština (2,4 %).,

## Hospodářství a doprava
Ingenbohl má vlastní železniční stanici na Gotthardské dráze, ale nese jméno obce Brunnen. Zastavují zde  každou hodinu vlaky systému S-Bahn Zug a některé rychlíky. Stanice Brunnen je také konečnou stanicí vlaku S3 systému S-Bahn Luzern. Tři autobusové linky společnosti Auto AG Schwyz zajišťují dopravu v rámci obce. Z Brunnenu jezdí lanovka na Urmiberg a plavební společnost Lucernského jezera provozuje na jezeře v Brunnenu přístaviště.
Mezi bývalým závodem Holcim v Brunnenu a lomem Unterschönenbuch vedla do roku 2010 trasa železnice Mühlibähnli, její provoz byl však ukončen a koleje odstraněny. V Ingenbohlu se nachází také rýžovar Nutrex, divize skupiny Coop, a výrobní závod společnosti Schwyzer Milchhuus AG, která je součástí skupiny Migros jako součást značky Estavayer Lait.
Dálnice A4 končí mezi městy Ibach u Schwyzu a Ingenbohl. Jejím pokračováním je silnice Axenstrasse, která pak kopíruje jezero Urnersee v rámci Lucernského jezera. Ve Flüelenu pokračuje dálnice A2 směrem ke Gotthardskému silničnímu tunelu a dále do Ticina.
Brunnen je turistické středisko. Usadila se zde řada obchodů, hotelů a restaurací. Ingenbohl je v porovnání s ním mnohem více industrializovanou oblastí. K dalším hospodářským aktivitám patří zemědělství a drobné podnikání.
V Ingenbohlu se nachází klášter Ingenbohl, mateřský dům neboli generální úřad Kongregace Milosrdných sester svatého Kříže.

## Osobnosti
- Maria Katherina Scherer (1825–1888), řeholnice a spoluzakladatelka Kongregace Milosrdných sester svatého Kříže
- Othmar Schoeck (1886–1957), švýcarský skladatel
- Timo Konietzka (1938–2012), německý fotbalista a trenér, žil a zemřel v Brunnenu